# (6525) Ocastron
(6525) Ocastron es un asteroide que forma parte del cinturón de asteroides y fue descubierto por Jack B. Child y Greg Fisch el 20 de septiembre de 1992, desde el Observatorio Ford, en Wrightwood, Estados Unidos.

## Designación y nombre
Ocastron se designó inicialmente como 1992 SQ2. Más adelante, en 1996, fue nombrado en honor a los astrónomos del condado de Orange.

## Características orbitales
Ocastron está situado a una distancia media de 2,48 ua del Sol, pudiendo alejarse hasta 2,744 ua y acercarse hasta 2,226 ua. Tiene una excentricidad de 0,104 y una inclinación orbital de 3,25 grados. Emplea 1431 días en completar una órbita alrededor del Sol. El movimiento de Ocastron, sobre el fondo estelar, es de 0,251 grados por día.

## Características físicas
La magnitud absoluta de Ocastron es 14,3.